# Зенгер (космический аппарат)
«Зе́нгер» (нем. Sänger) — немецкий проект орбитального самолёта, задуманный Ойгеном Зенгером. Разрабатывался с 1961 по 1974 годы в компании Junkers.
Концептуально система является двухступенчатой, подобно системе «Спейс шаттл». Однако в качестве первой ступени выступает самолёт-носитель, взлетающий с обычной взлётно-посадочной полосы и поднимающий космический аппарат на высоту 30 км, в стратосферу. Преимуществом такого подхода является использование забортного воздуха в качестве окислителя на двигателе первой ступени, что уменьшает массу носителя. В случае успешного запуска, при разделении верхняя ступень приобретает скорость в 1000 км/ч, и высоту, на которой отсутствует значительное аэродинамическое сопротивление. Другим преимуществом являются широкие возможности по управлению траекторией первой ступени, что позволяет очень гибкий выбор целевых орбит аппарата.
Орбитальный самолёт, или вторая ступень, имел 31 метр в длину и размах крыльев 12 метров. Предполагалось, что «Зенгер» будет нести двух астронавтов, однако проект был закрыт, позднее, на короткое время, появившись в виде схожего проекта «Зенгер-2».

## Зенгер-2
Проект «Зенгер-2» был в конце 1980-х годов предложен немецкой компанией «Мессершмитт-Бёльков-Блом» (нем. MBB) как европейская альтернатива системе «Спейс Шаттл».
Предполагалось что система будет способна осуществлять горизонтальный взлет и посадку. Верхняя ступень должна была отделяться от самолёта-носителя на высоте 30 км и скорости около 7 Маха. В качестве верхней ступени мог использоваться грузовой модуль CARGUS (англ. CARGo Upper Stage — грузовая верхняя ступень), грузоподъёмностью 10 тонн, или орбитальный самолёт HORUS (англ. Hypersonic ORbital Upper Stage — гиперзвуковая орбитальная верхняя ступень), кабина которого была рассчитана на 2-6 астронавтов, а грузовой отсек на 2-4 тонны грузов, и мог быть переоборудован для размещения 36 пассажиров.
Общая масса системы должна была составлять около 366 тонн. Самолёт-носитель имел сухую массу в 156 тонн и 98 тонн водорода в качестве топлива. Сухая масса орбитального самолёта планировалась в 33 тонны, и масса горючего и окислителя (жидкого водорода и жидкого кислорода соответственно) в 74 тонны.
Общая грузоподъёмность орбитального самолёта должна была составить 5 тонн.
В 1991 году компании MBB удалось создать первый в Европе турбопрямоточный двигатель, который прошел серию наземных испытаний. Однако в 1994 году проект подвергся ревизии, согласно результатам которой, выигрыш, который давал проект «Зенгер-2» по сравнению с проектируемой европейской ракетой-носителем «Ариан-5», не оправдывал значительные финансовые затраты на разработку, и в 1995 году проект был закрыт.